# EKAD

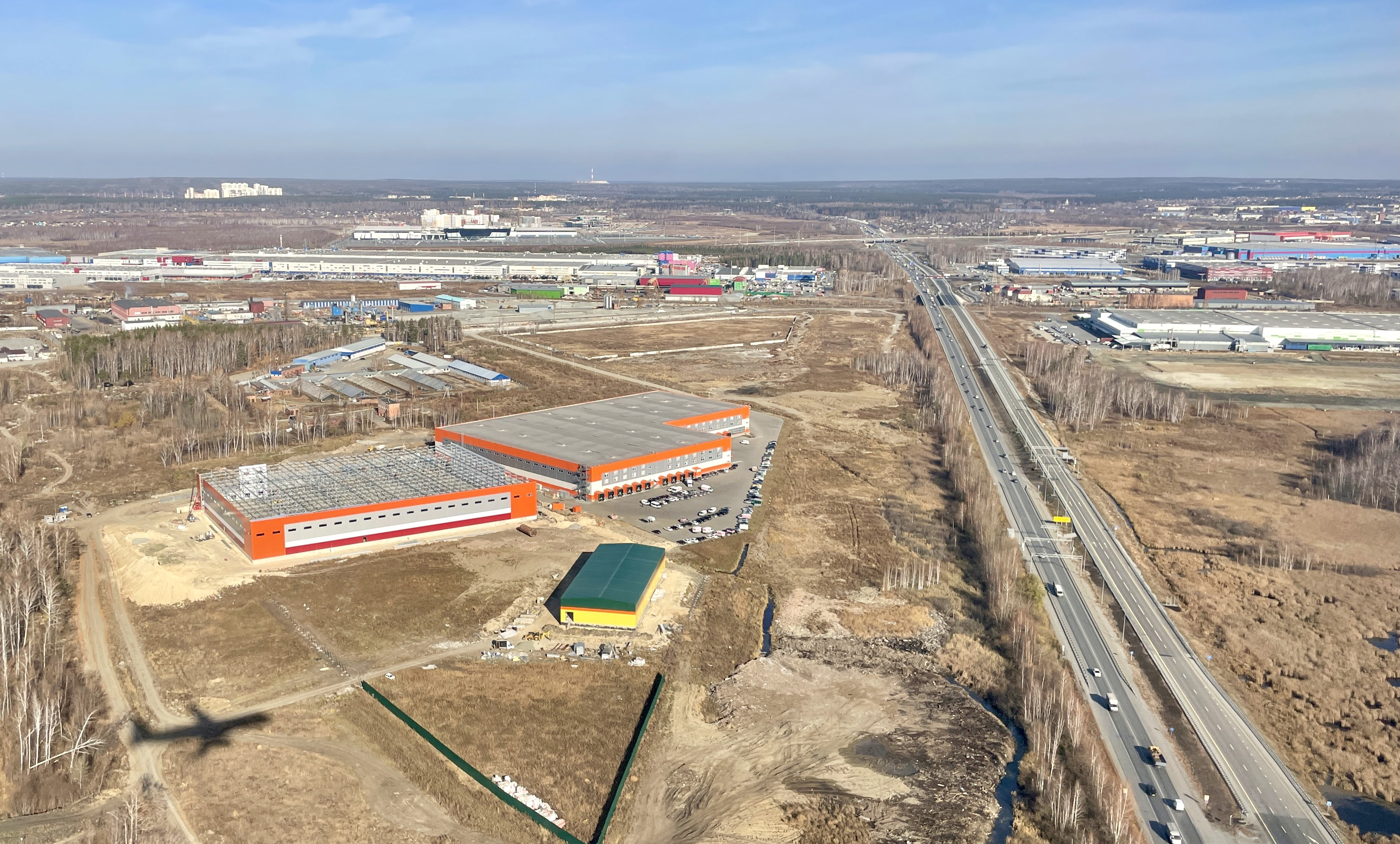
EKAD vicino all'aeroporto di Kol'covo

L'EKAD è la tangenziale di Ekaterinburg, la cui lunghezza attuale è di 76 km (la lunghezza del progetto è di 94,3 km).
Il nome proviene dalla traslitterazione dalla parola russa ЕКАД, sigla di Екатеринбургская Кольцевая Автомобильная Дорога, (traslitterato: Ekaterinburgskaja Kol'cevaja Avtomobil'naja Doroga. Tradotto: strada automobilistica anulare di Ekaterinburg).
La tangenziale è attraversata da tre autostrade federali e tre autostrade regionali che escono radialmente dalla città e la dividono in sei sezioni. Le funzioni principali dell'autostrada sono proteggere la rete stradale della città dal traffico e garantire un ingresso uniforme dei flussi di automobili in ingresso a Ekaterinburg. Un'altra importante funzione dell'EKAD nell'interazione con le strade e le strade principali è la formazione della struttura della rete stradale della città. Inoltre, la tangenziale contribuirà a migliorare la situazione ecologica della città.

## Storia
Per la prima volta la circonvallazione è stata progettata nel 1972. Lo studio di fattibilità per la costruzione dell'allora tangenziale di Sverdlovsk fu approvato con ordinanza del Consiglio dei ministri della RSFSR il 25 gennaio 1990. Tuttavia, a causa del crollo dell'URSS e dell'ulteriore instabile situazione economica, la costruzione vera e propria dell'autostrada iniziò solo nel 1994. L'ingresso alla città di Ekaterinburg dall'autostrada M5 è il chilometro zero. Il programma per lo sviluppo e la ricostruzione della rete stradale regionale, che comprendeva la costruzione della tangenziale, è stato approvato dal Consiglio regionale dei deputati del popolo di Sverdlovsk l'8 settembre 1993. La sezione da Verchnjaja Pyšma alla R352 con una lunghezza di 7,7 km è stata messa in funzione nell'ottobre 2007. A luglio 2008 la strada era lunga 30,685 km. Il raccordo stradale all'incrocio con la P352 messo in servizio nel novembre 2008. La tratta dalla R352 alla R242 con una lunghezza di 17,7 km era in costruzione dall'aprile 2008 ed è entrata in funzione nell'ottobre 2011. La costruzione della sezione dalla P242 alla M5 con una lunghezza di 35,7 km è suddivisa in tre parti: la prima va dal tratto Moskovskij (P242) all'ingresso del villaggio di Mednyj, la seconda dall'ingresso al villaggio di Mednyj al tratto Polevskij e la terza dal tratto Polevskij all'autostrada M5. La costruzione della prima parte, lunga 10 km (fino all'ingresso del villaggio di Mednyj) è iniziata nel novembre 2011. Nel settembre 2014 è iniziata la costruzione della seconda parte (dall'ingresso del villaggio di Mednyj al tratto Polevskij). Il 25 dicembre 2015 è stata aperta una sezione dell'EKAD dal tratto Moskovskij all'ingresso del villaggio di Medny. Il 20 ottobre 2016 è stato aperto un nuovo ponte per il futuro svincolo sul tratto Polevskij nella sezione dell'EKAD in costruzione. Il 2 settembre 2017 è stata aperta una nuova sezione dell'EKAD che va dall'ingresso del villaggio di Mednyj al tratto Polevskij, con una lunghezza di circa 11 km. Il 22 marzo 2018 35,4 ettari del Parco forestale di Južnyj, lungo il quale dovrebbe passare la tangenziale, sono stati deforestati. Nel giugno 2019 è iniziata la costruzione della terza parte dell'EKAD (dal tratto Polevskij al tratto Čeljabinsk).

## EKAD e la rete stradale
La tangenziale è un elemento di un grande importanza per la rete stradale, infatti vi convergono molte autostrade federali e regionali.
Autostrade federali
- Autostrada Perm' - Ekaterinburg
- Autostrada Ekaterinburg - Tjumen'
- Autostrada M-5
- Autostrada Ekaterinburg - Šadrinsk - Kurgan

Autostrade regionali
- Autostrada Ekaterinburg - Nižnij Tagil - Serov
- Autostrada Ekaterinburg - Rež - Alapaevsk
- Autostrada Ekaterinburg - Nev'jansk

L'EKAD interagisce con la viabilità e la rete stradale della città attraverso:
- Sostituto del tratto siberiano
- Via Selkorovskaja
- Autostrada Ekaterinburg - Aeroporto Kol'covo
- Via Serafima Derjabina[21]

## Progetti per l'ultima sezione dell'EKAD
Inizialmente, sono state prese in considerazione tre opzioni per la costruzione di un tratto della tangenziale da Polevskoj al tratto di Čeljabinsk. La vecchia versione sovietica, che, come l'intera EKAD, è stata sviluppata dall'istituto Kievsojuzdorproekt, prevedeva l'agganciamento della strada nel bosco a sud della città. Nel 2005 però questo progetto è stato eliminato. È stato deciso allora di costruire il percorso al di fuori dei confini del parco forestale meridionale, attraverso i villaggi di Bol'šoj Istok e Polevoj. Ma il costo di un tale progetto era molto alto e si decise di abbandonare anche questa opzione. Allora è stata approvata l'opzione di continuare la tangenziale attraverso i giardini collettivi di Popov Log. Ciò ha portato a seri disordini tra i giardinieri e nell'ottobre 2015 è stato deciso di tornare al progetto originale di Kyivsojuzdorproekt.

## Bilancio di costruzione
Finanziamenti regionali:
- 2008 - 51 milioni di rubli.
- 2009 - 951 milioni di rubli.
- 2010 - 1,27 miliardi di rubli.
- 2011 - 100 milioni di rubli + 1,44 miliardi di rubli.
- 2012 - 543,5 milioni di rubli.
- 2013 - 383,5 milioni di rubli.
- 2014 - 1,26 miliardi di rubli.
- 2015 - 1,24 miliardi di rubli.[7][24]
- 2019 - 431 milioni di rubli + 660 milioni di rubli.
- 2020 - 925,7 milioni di rubli.
- 2021 - 1,77 miliardi di rubli.[25]

Nel febbraio 2013, a causa del sequestro del bilancio regionale, i finanziamenti per la costruzione dell'ultimo tratto tra i tratti Moskovsky e Polevskoy sono stati ridotti al minimo. Nell'aprile 2014, i membri del Consiglio della Federazione hanno deciso di raccomandare lo stanziamento di circa 10,5 miliardi di rubli dal bilancio federale per completare la costruzione dell'EKAD. Grazie all'assegnazione da parte del governo russo nel 2015 di un sussidio aggiuntivo per un importo di 1,5 miliardi di rubli, la costruzione dell'EKAD è stata eseguita nei tempi previsti.
Finanziamenti federali:
- 2015 - 2,5 miliardi di rubli.
- 2016 - 1,7 miliardi di rubli.
- 2017 - 460 milioni di rubli.[29][30][31]
- 2018 - 630 milioni di rubli.[32][33]
- Aprile 2019 - 300 milioni di rubli.[34]
- Novembre 2019 - 1 miliardo di rubli.[35]
- 2020 - 2 miliardi di rubli.[36]
- 2021 - 2,4 miliardi di rubli.[37]

## Tratto a pedaggio
Per la prima volta, la questione dei pedaggi sull'EKAD è stata sollevata alla mostra Innoprom nel luglio 2012. Il governatore della regione di Sverdlovsk e un rappresentante della compagnia statale Russian Highways hanno firmato un accordo per la costruzione congiunta di un'autostrada da Mosca al tratto di Čeljabinsk. Si prevedeva inoltre di ricostruire il tratto della circonvallazione da Čeljabinsk al tratto di Tjumen'. La tariffa variava da 0,5 a 3 rubli per chilometro. Le procedure formali dovevano essere risolte entro un anno. Tuttavia, nessun lavoro è seguito.

## Caratteristiche

### Semicerchio settentrionale
Il semicerchio settentrionale dell'EKAD è una strada a motore con una pavimentazione in asfalto, composta da due corsie (una in ciascuna direzione).
Caratteristiche dell'autostrada nel tratto autostrada M5 - autostrada Ekaterinburg-Tjumen'
- Numero di corsie - 2
- Larghezza corsia - 3,75 m
- Larghezza carreggiata - 2x3,75 m
- Larghezza fascia di rinforzo del ciglio della strada - 0,75 m
- Larghezza striscia di rinforzo dal lato della striscia divisoria - 1,0 m
- Larghezza striscia divisoria - 12,5 m

### Semicerchio meridionale
La larghezza del semicerchio sud sarà di 2x2 corsie (due in ciascuna direzione) con la possibilità costruire altre due corsie (dopo il villaggio di Mednyj 3x3 corsie).
Caratteristiche dell'autostrada nel tratto autostrada Perm'-Ekaterinburg - autostrada d'ingresso al villaggio di Mednyj
- Velocità massima - 120 km/h
- Numero di corsie di circolazione - 4
- Larghezza carreggiata - 2x15 m
- Larghezza della striscia divisoria - 13,5 m
- Numero di ponti, cavalcavia, cavalcavia e gallerie - 3.[40]

Caratteristiche dell'autostrada sull'autostrada d'Ingresso al villaggio di Mednyj - autostrada Ekaterinburg-Polevskoj
- Numero di corsie di circolazione - 6
- Larghezza corsia - 3,75 m
- Larghezza carreggiata - 2x11,25 m
- Larghezza fascia di rinforzo del ciglio della strada - 0,75 m
- Larghezza striscia di rinforzo dal lato della striscia divisoria - 1,0 m
- Larghezza striscia divisoria - 6,0 m.[41]

Caratteristiche dell'autostrada sul tratto dell'autostrada Ekaterinburg-Polevskoj - autostrada M-5
(il sito è in costruzione)
- Numero di corsie di circolazione - 6;
- Larghezza corsia - 3,75 m;
- Larghezza carreggiata - 2x11,25 m;
- Larghezza fascia di rinforzo del ciglio della strada - 0,75 m
- Larghezza striscia di rinforzo dal lato della striscia divisoria - 1,0 m
- Larghezza della striscia divisoria è di 3,5 m;
- Lunghezza totale della sezione - 11,44 km.[42]

## Lunghezza autostrada
- Dal tratto di Čeljabinsk al tratto Moskovskij, tenendo conto degli svincoli e delle uscite - 79,9 km.[43]
- Dal tratto di Mosca fino all'ingresso del villaggio di Mednyj - 9,9 km.[44]
- Dall'ingresso del villaggio di Mednyj al percorso Polevskij - 8,6 km.[45]